# Mediothele
Mediothele – rodzaj pająków z infrarzędu ptaszników i rodziny Hexathelidae. Obejmuje sześć opisanych gatunków. Występują na południu Ameryki Południowej.

## Morfologia
Pająki osiągające od 4,9 do 10,8 mm długości ciała. Karapaks ma jamkę prostą lub ku tyłowi odgiętą. Szczękoczułki mają u nasady pazura jadowego ząbek zewnętrzny. Na przedniej krawędzi szczękoczułka leży szereg grubych, silnych szczecinek przypominający rastellum. Szczęki i warga dolna u samic zaopatrzone są w nieliczne kuspule, u samców zaś zupełnie ich pozbawione. Odnóża trzeciej pary mają zgrubiałe uda oraz wyposażone w silne kolce przednio-boczne rzepki. Ponadto zarówno rzepki trzeciej, jak i czwartej pary mają liczne, silne szczecinki po stronie przednio-bocznej i w przedniej części strony grzbietowej. U samca pierwsza para odnóży ma dwie apofizy (haki) na goleni, jeden mały i jeden duży, oraz cień na nadstopiu. Opistosoma (odwłok) zaopatrzona jest w trzy pary kądziołków przędnych; para przednio-boczna jest dwuczłonowa i znacznie krótsza od tylno-środkowej, tylno-boczna zaś krótka. Nogogłaszczki samca dysponują gruszkowatym bulbusem pozbawionym konduktora.

## Ekologia i występowanie
Pająki te bytują w niewielkich, wykopanych w podłożu, wyściełanych przędzą norkach o wylocie pozbawionym wieczka.
Rodzaj neotropikalny, ograniczony do południa Ameryki Południowej. Wszystkie gatunki są endemitami Chile. Występują w Regionach V (Valparaíso), VII (Maule), VIII (Biobío), IX (Araukania) i X (Los Lagos).

## Taksonomia i ewolucja
Rodzaj i gatunek typowy opisane zostały po raz pierwszy w 1978 roku przez Roberta J. Ravena i Normana I. Platnicka na łamach „Journal of Arachnology”. Nazwę rodzajową nadano od średniej długości kądziołków przędnych. W chwili opisu rodzaj był monotypowy i umieszczony został w Dipluridae bez przyporządkowania do rodziny; rozważano jego umieszczenie w Hexathelinae lub Macrothelinae (obie później wyniesione do rangi odrębnych rodzin). W Hexathelidae sklasyfikowany został ostatecznie w 1985 roku przez Ravena. Autor ten proponował Scotinoecus jako takson dlań siostrzany. W 2012 roku omawiany rodzaj przestał być monotypowy – pięć nowych jego gatunków opisali na łamach „Zootaxa” Duniesky Ríos-Tamayo i Pablo Goloboff.
Wyniki filogenetycznych analiz molekularnych Marshala Hedina i innych z 2018 roku wskazują na zajmowanie przez Mediathele pozycji bazalnej w obrębie Hexathelidae. Z kolei Ríos-Tamayo i Goloboff w 2012 roku zwrócili uwagę, że Scotinoecus wyróżnia się przede wszystkim brakiem synapomorfii Mediothele i w związku z tym może się okazać niemonofiletyczny, z niektórymi gatunkami bliższymi Mediothele niż innym przedstawicielom Scotinoecus.
Do rodzaju należą:
- Mediothele anae Ríos-Tamayo et Goloboff, 2012
- Mediothele australis Raven et Platnick, 1978
- Mediothele lagos Ríos-Tamayo et Goloboff, 2012
- Mediothele linares Ríos-Tamayo et Goloboff, 2012
- Mediothele minima Ríos-Tamayo et Goloboff, 2012
- Mediothele nahuelbuta Ríos-Tamayo et Goloboff, 2012